# 極惡人魔
是一部2019年的美國傳記犯罪驚悚片。由喬·柏林傑執導，Michael Werwie編劇，主角柴克·艾弗隆在其中飾演連續殺人魔泰德·邦迪，與其共同主演的還有莉莉·柯林斯、凱亞·絲柯黛蘭莉歐、約翰·馬克維奇以及詹姆斯·海特菲爾德。2017年5月首次宣布拍攝，並於2018年1月正式開拍。該片於2019年1月16日在日舞影展進行全球首映，並於5月3日在Netflix上映。

## 劇情
主要講述泰德·邦迪（柴克·艾弗隆飾）於1969年在西雅圖所犯下的連續殺人案件，以及他和女友Elizabeth Kloepfer（莉莉·柯林斯飾）之間所發生的故事。

## 演員
- 柴克·艾弗隆 飾 泰德·邦迪
- 莉莉·柯林斯 飾 Elizabeth Kloepfer
- 約翰·馬克維奇 飾 艾華·科華（英语：Edward Cowart）
- 吉姆·帕森斯 飾 Larry Simpson
- 安潔拉·薩拉費恩（英语：Angela Sarafyan） 飾 Joanna
- 格蕾丝·维多利亚·考克斯（英语：Grace Victoria Cox） 飾 Carol Daronch
- 凱亞·絲柯黛蘭莉歐 飾 Carole Ann Boone
- 哈利·喬·奧斯蒙 飾 Jerry Thompson
- 迪倫·貝克 飾 David Yokum
- 傑佛瑞·唐納文 飾 Officer Bob Hayward
- 布萊恩·格拉格提 飾 Dan Dowd

## 製作與發行
電影於2017年的戛納電影節中亮相，並宣布柴克·艾弗隆飾演連續殺人魔泰德·邦迪，紀錄片電影製作人喬·柏林傑擔任導演。2017年10月，公布莉莉·柯林斯飾演邦迪的女友Elisabeth Kloepfer。
2018年1月，公布約翰·馬克維奇在其中飾演負責邦迪案件的法官艾華·科華。2018年1月18日，於肯塔基州卡溫頓開始主要製作。而安潔拉·薩拉費恩、傑佛瑞·唐納文、格蕾丝·维多利亚·考克斯、凱亞·絲柯黛蘭莉歐、吉姆·帕森斯、哈利·喬·奧斯蒙、迪倫·貝克以及泰瑞·金尼等演員也陸續在1月投入電影拍攝。美國著名重金屬樂團金屬製品與其主唱詹姆斯·海特菲爾德則於2月投入拍攝。
電影於2019年1月26日在日舞影展進行全球首映。

## 評價
根據爛番茄上的27篇評論文章，“新鮮度”為63％，平均得分5.6（最高10分）。

## 外部連結
- 互联网电影数据库（IMDb）上《極惡人魔》的资料（英文）
- 爛番茄上《極惡人魔》的資料（英文）
- AllMovie上《極惡人魔》的资料（英文）
- 豆瓣电影上《極惡人魔》的資料 （简体中文）